# Nerv facial

Nervul facial

Nervul facial (latină Nervus facialis) este cel de-al șaptelea nerv cranian și este un nerv mixt (motor, senzorial, vegetativă parasimpatică). Controlează mișcările mușchilor mimicii (ai expresiei faciale), trimite informații senzoriale legate de gust (două treimi de pe mucoasa linguală anterioară). De asemenea, conține fibre vegetative parasimpatice, inervând glandele lacrimale și salivare (submandibulare și sublinguale). 

## Origine

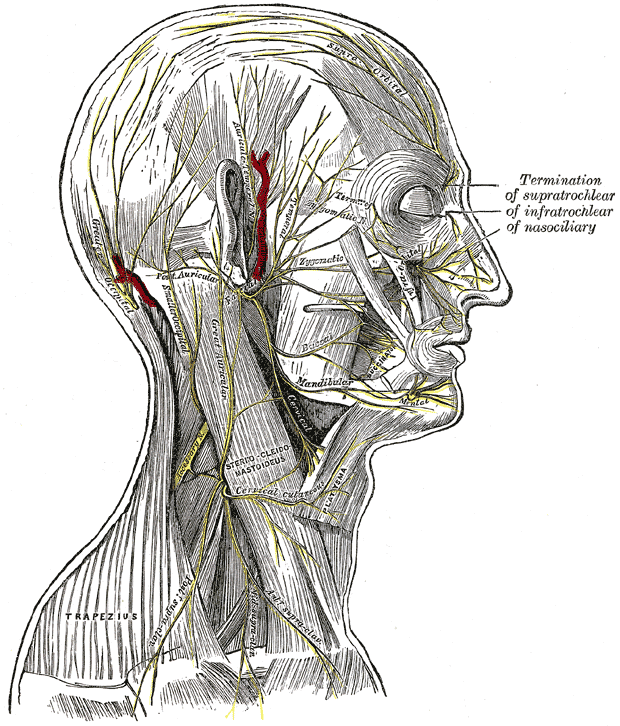
Nervii scalpului, feței și părții laterale a gâtului.

Nervul facial are originea aparentă în șanțul bulbopontin și originea reală în: ganglionul geniculat (pentru calea senzorială), nucleul motor din punte (pentru calea motorie) și nucleul lacrimal și salivator superior (pentru calea vegetativă parasimpatică).  